# 欽族民族黨
欽族民族黨（簡稱CNP），是緬甸一個代表欽族的利益的政黨。在2010年緬甸議會選舉中，該黨僅僅在欽邦的選區中進行競選，並一共贏取了9個議席。其中包括兩個下議院的議席和兩個上議院的議席，以及5個地區議會的議席。